# Slovenský spisovateľ
Slovenský spisovateľ je slovenské knižní vydavatelství. Orientuje se hlavně na vydávání beletrie.
Dosud vydal 5100 knih v celkovém nákladu více než 47 milionů výtisků. Jeho nejznámější edicí je „Zelená knižnica“, založena v roce 1965, v níž vycházejí nejlepší světová díla kriminálního žánru. Kromě klasiků jako Agatha Christie či Robert van Gulik v ní najdete autory jako Dick Francis, Ed McBain či nejnovější hvězdy amerického thrilleru Thomas Perry a Michael Koryta.
Dalšími známými edicemi jsou SPKK – „Spoločnosť priateľov krásnych kníh“, založená v roce 1927, a „KMP – Kruh milovníkov poézie“, založený v roce 1964.